# Formica aserva
Formica aserva es una especie de hormiga del género Formica, familia Formicidae. Fue descrita científicamente por Forel en 1901.
Se distribuye por Canadá y los Estados Unidos. Se ha encontrado a elevaciones de hasta 3290 metros. Vive en microhábitats como rocas, piedras, madera muerta y forraje.